# آرابو
استپانوس مخیتاریان (ارمنی: Ստեփանոս Մխիթարյան; انگلیسی: Stepanos Mkhitarian) شناخته شده با نام آرابو (ارمنی: Արաբօ; انگلیسی: Arabo؛ ۱۸۶۳ – ۱۸۹۳) فدایی سرشناس ارمنی که در اواخر سده نوزدهم میلادی پیش از مقاومت ساسون در منطقه بیتلیس-ساسون فعال بود. آرابو همچنین یکی از چهره‌های برجسته در جنبش آزادی بخش ملی ارمنی بوده است.
وی به ۱۵ زندان با اعمال شاقه محکوم شدند. اما از زندان بیتلیس گریخت. آرابو روستائیان را علیه آغاهای کرد و ماموران جمع‌آوری مالیات عثمانی سازماندهی نمود.
آرابو در سال ۱۸۹۳ در حین نبردی با راهزنان کرد در جاده خنس به موش در ارمنستان غربی کشته شد.